# Katherine Kelly
Katherine Kelly (Barnsley, 19 novembre 1979) è un'attrice britannica.

## Filmografia parziale

### Cinema
- Mischief Night, regia di Penny Woolcock (2006)
- Dirty God, regia di Sacha Polak (2019)
- Official Secrets - Segreto di stato (Official Secrets), regia di Gavin Hood (2019)

### Televisione
- Sons and Lovers - film TV (2003)
- Coronation Street – serial TV, 704 puntate (2006-2012)
- Mr Selfridge – serie TV, 30 episodi (2013-2016)
- Happy Valley – serie TV, 6 episodi (2016)
- Class – serie TV, 8 episodi (2016)
- Strike Back – serie TV, 9 episodi (2017-2018)
- Liar - L'amore bugiardo (Liar) – serie TV, 6 episodi (2020)
- Criminal: Regno Unito (Criminal: UK) – serie TV, 7 episodi (2019-2020)
- Gentleman Jack - Nessuna mi ha mai detto di no (Gentleman Jack) – serie TV, 7 episodi (2019-2022)
- Bloods – serie TV, 10 episodi (2022)
- Ruby Speaking – serie TV, 6 episodi (2023)

## Premi
- British Soap Awards
  - 2009: "Best Actress" (Coronation Street)
  - 2012: "Best Exit" (Coronation Street)
- National Television Awards
  - 2012: "Most Popular Serial Drama Performance" (Coronation Street)
- TV Quick Awards
  - 2009: "Best Soap Actress" (Coronation Street)
- Television and Radio Industries Club Awards
  - 2009: "TV Soap Personality"